# Piotr Turzyński
Piotr Wojciech Turzyński (ur. 28 września 1964 w Radomiu, zm. 14 kwietnia 2025 tamże) – polski duchowny rzymskokatolicki, doktor habilitowany nauk teologicznych, biskup pomocniczy radomski w latach 2015–2025.

## Życiorys
Urodził się 28 września 1964 w Radomiu jako jedno z trojga dzieci Juliana i Heleny z domu Rzadkowskiej. Kształcił się w miejscowym IV Liceum Ogólnokształcącym im. Tytusa Chałubińskiego, gdzie w 1982 złożył egzamin dojrzałości. Podczas nauki w szkole średniej był animatorem Ruchu Światło-Życie. W latach 1982–1988 odbył studia filozoficzno-teologiczne w Wyższym Seminarium Duchownym w Sandomierzu.  Święceń prezbiteratu udzielił mu 28 maja 1988 w konkatedrze radomskiej biskup Edward Materski. Inkardynowany został do diecezji sandomiersko-radomskiej. Magisterium z teologii uzyskał na Katolickim Uniwersytecie Lubelskim. Od 1989 do 1992 kontynuował studia w Instytucie Patrystycznym Augustinianum w Rzymie, kończąc je z licencjatem z teologii i nauk patrystycznych. Dalsze studia odbył w latach 1992–1995 na Papieskim Uniwersytecie Gregoriańskim w Rzymie, gdzie w 1996 otrzymał doktorat z nauk teologicznych na podstawie dysertacji Il Cantico nuovo nella teologia di sant’Agostino. Specialmente nelle Enarrationes in Psalmos (Canticum novum w teologii świętego Augustyna. Studium nad Komentarzem do Psalmów). Habilitację uzyskał w 2014 na Wydziale Teologicznym Uniwersytetu Kardynała Stefana Wyszyńskiego w Warszawie po przedłożeniu rozprawy Piękno w teologii świętego Augustyna. Próba systematyzacji augustyńskiej estetyki teologicznej.
W latach 1988–1989 pracował jako wikariusz w parafii Matki Odkupiciela w Ostrowcu Świętokrzyskim. W tym czasie prowadził w parafii m.in. młodzieżową grupę oazową, a w mieście duszpasterstwo nauczycieli. Po reorganizacji struktur diecezjalnych w Polsce w 1992 został włączony do prezbiterium diecezji radomskiej. W 1999 został mianowany dyrektorem diecezjalnej rady ds. stałej formacji kapłanów, a w 2006 dyrektorem diecezjalnej rady ds. życia konsekrowanego. W 2002 wszedł do rady kapłańskiej diecezji. W 2008 podczas II synodu diecezjalnego objął funkcję przewodniczącego synodalnej komisji ds. kultury, mediów i nowej ewangelizacji. Prowadził dni skupienia i rekolekcje dla kapłanów, sióstr zakonnych i kleryków, a także misje oraz rekolekcje parafialne i młodzieżowe. Włączył się w działalność Domowego Kościoła. Przygotowywał spotkania dla młodzieży z diecezji radomskiej pod nazwami Kuźnia Młodych, Apele Młodych i Diecezjalne Dni Młodzieży. Brał udział w zakładaniu stowarzyszenia „Młyńska. Verum, Bonum, Pulchrum”, organizującego Tygodnie Kultury Chrześcijańskiej. Na antenie diecezjalnego Radia AVE i Radia Plus Radom prowadził audycje ewangelizacyjne. W 2003 został mianowany kanonikiem Kapituły Ostrobramskiej w Skarżysku-Kamiennej.
W latach 1995–2006 pełnił funkcję ojca duchownego w Wyższym Seminarium Duchownym w Radomiu, a w 2006 objął urząd wicerektora seminarium. Podjął w nim wykłady z patrologii, wstępu do teologii i teologii duchowości, a także prowadził klerycki teatr. W 2000 został adiunktem na Wydziale Teologicznym w Radomiu (przemianowanego następnie w Instytut Teologiczny) przy Uniwersytecie Kardynała Stefana Wyszyńskiego w Warszawie. W latach 2006–2012 był zastępcą dyrektora instytutu, zajmując się w szczególności sprawami studiów niestacjonarnych i Centrum Myśli Benedykta XVI. W 2013 został mianowany adiunktem na Wydziale Teologii Katolickiego Uniwersytetu Lubelskiego Jana Pawła II w Instytucie Historii Kościoła i Patrologii przy katedrze patrologii greckiej i łacińskiej.
17 stycznia 2015 papież Franciszek mianował go biskupem pomocniczym diecezji radomskiej ze stolicą tytularną Usula. Święcenia biskupie otrzymał 28 lutego 2015 w katedrze Opieki Najświętszej Maryi Panny w Radomiu. Udzielił mu ich arcybiskup Celestino Migliore, nuncjusz apostolski w Polsce, któremu asystowali Wacław Depo, arcybiskup metropolita częstochowski, i Henryk Tomasik, biskup diecezjalny radomski. Jako dewizę biskupią przyjął słowa „Ecclesia Mater – Mater Ecclesiae” (Kościół Matka – Matka Kościoła). W kurii diecezjalnej objął urząd wikariusza generalnego.
W ramach Konferencji Episkopatu Polski w 2015 został delegatem ds. Duszpasterstwa Nauczycieli, a w 2022 delegatem ds. Duszpasterstwa Emigracji Polskiej, ponadto w 2018 wszedł w skład Rady Stałej, w 2020 Komisji Nauki Wiary, w 2021 Rady ds. Społecznych, w 2023 Komisji Duchowieństwa, a w 2024 Komisji Wspólnej Przedstawicieli Rządu RP i KEP.
Zmarł 14 kwietnia 2025 w Radomiu w wyniku choroby nowotworowej. 22 kwietnia 2025 został pochowany w grobowców biskupów radomskich na cmentarzu przy ul. Limanowskiego w Radomiu.

## Odznaczenia i wyróżnienia
W 2025 prezydent RP Andrzej Duda nadał mu pośmiertnie Krzyż Oficerski Orderu Odrodzenia Polski.
Pośmiertnie został również odznaczony medalem Bene Merenti Civitas Radomiensis.